# När ska du gifta dig?
När ska du gifta dig? (franska: Quand te maries-tu?) är en oljemålning av den franske konstnären Paul Gauguin från 1892. Målningen är i privat ägo och blev den dyraste målningen i konsthistorien när den schweiziska affärsmannen Rudolf Staechelin sålde den till den qatariska prinsessan och konstsamlaren Al Mayassa bint Hamad för 2,5 miljarder kronor.
Gauguin kom för första gången till Tahiti i Franska Polynesien i juni 1891. Han strävade då efter ett primitivt naturtillstånd, ett mänskligt ursprung bortom den industrialiserade västliga civilisationen. Han reste tillbaka till Frankrike sommaren 1893, men återvände redan 1895 till Tahiti och stannade där i relativ isolering till sin död 1903. Bland Gauguins andra målningar från Tahiti finns till exempel Tahitiska kvinnor på stranden (1891) och Varifrån kommer vi? Vad är vi? Vart går vi? (1897–1898).